# Neurothemis disparilis
Neurothemis disparilis – gatunek ważki z rodziny ważkowatych (Libellulidae).